# Beautiful View
Beautiful Viewは2002年10月14日にリリースされたMicky(現・ヒラマミキオ)の1stミニアルバム。CDコードはUEKEN002。

## 解説
- Mickyと同郷の上田ケンジが当時新たに立ち上げたtamtomレーベルからの第2弾リリース作品となっている。
- バンドpeppermints kiss cafeに在籍中にリリースされたため、当時のバンドメンバーだったhàlがコーラスで参加している。
- 現在では入手困難であるが、再発には至らない状態。本人も本作の出来に不満があるらしく、「もし再発するなら全編に渡り作り直しを行いたい」という趣旨の発言をしている。

## 収録曲
1. 隠れた世界
2. SHINE
3. 太陽
4. ダンサー
5. ダイヤモンドは語る。